# Enfermedad de Pick
La enfermedad de Pick es una enfermedad neurodegenerativa poco frecuente. Tradicionalmente, el término ha hecho referencia a un conjunto de síndromes clínicos con síntomas atribuibles a una disfunción de los lóbulos cerebrales temporal y frontal, pero actualmente se utiliza para hacer referencia a una patología específica que es solamente una de las posibles causas del síndrome clínico conocido como degeneración lobular frontotemporal. En algunos contextos aún se sigue utilizando el término «enfermedad de Pick» para hacer referencia al síndrome clínico general de degeneración lobular frontotemporal, pero la posible confusión que podría producirse al respecto entre profesionales y pacientes llevan a recomendar que el término se utilice únicamente en referencia a este subtipo particular de patología neurodegenerativa.
La enfermedad de Pick provoca la destrucción progresiva de las células nerviosas del cerebro, causando la proliferación de unas sustancias denominadas «cuerpos de Pick», inclusiones globulares argirofílicas en el interior de las neuronas localizadas en las zonas afectadas (principalmente los lóbulos cerebrales frontal y temporal). Estos cuerpos de Pick contienen una forma anormal de las proteínas tau, que se encuentran de forma natural en todas las neuronas. La presencia de estos cuerpos, junto con la de las denominadas "células de Pick" (neuronas acromáticas tumefactas) es lo que define histológicamente esta enfermedad.

## Historia
La enfermedad de Pick debe su nombre a los estudios de Arnold Pick, un profesor de psiquiatría de la Universidad Carolina, en Praga, que descubrió y describió por vez primera la enfermedad en el año 1892, tras examinar los daños cerebrales de algunos pacientes fallecidos con un historial de demencia. Como resultado, las características histológicas más destacadas de esta enfermedad (la presencia de proteínas «en ovillo» en las neuronas dañadas) se denominan «cuerpos de Pick». En el año 1911, Alois Alzheimer comprobó asimismo la ausencia total en estos pacientes de ovillos neurofibrilares y placas seniles (signos característicos de la enfermedad de Alzheimer), así como la presencia de los cuerpos de Pick, y ocasionalmente, de neuronas abalonadas o células de Pick.

## Etiología y epidemiología
Aunque otras patologías que causan degeneración lobular frontotemporal están asociadas a factores genéticos, no existen evidencias en la literatura moderna de que la enfermedad de Pick se deba a causas genéticas, no habiéndose encontrado un patrón de heredabilidad en el desarrollo de la enfermedad. Dado que las causas de su aparición y desarrollo son desconocidas, se considera una demencia primaria.
La enfermedad de Pick es una demencia poco frecuente de tipo cortical, es decir, que afecta a la corteza cerebral, principalmente a los lóbulos frontal y temporal. En los estudios post-mortem se ha encontrado una prevalencia del 1-2%. Suele manifestarse entre los 40 y los 50 años, aunque puede aparecer en sujetos mayores. El curso del trastorno puede variar entre los 5 y los 15 años de evolución, desembocando en la muerte del paciente. Las estimaciones sugieren que se presenta un caso de enfermedad de Pick por cada 50-100 casos de Alzheimer.

## Cuadro clínico
La enfermedad de Pick es una de las causas del síndrome de degeneración lobular frontotemporal, que a su vez se divide en tres subtipos. Se asocia en mayor medida a dos de estos subtipos (la demencia frontotemporal y la afasia progresiva no fluente) que al tercer subtipo, denominado demencia semántica.
Afecta de forma simétrica a los lóbulos frontal y temporal, a diferencia del Alzheimer, donde la afectación es más generalizada. Los primeros síntomas suelen manifestarse a través de cambios en la personalidad. Las habilidades sociales se van deteriorando progresivamente, produciéndose desinhibición comportamental, embotamiento emocional, irritación, apatía y sintomatología depresiva. El paciente pierde la capacidad de asumir las convenciones sociales de comportamiento, por lo que pueden sucederse comportamientos sexuales inadecuados o bromas fuera de lugar, que en ningún caso recuerdan a la personalidad premórbida del paciente.
Con el avance del curso, aparecen los déficits memorísticos, así como los trastornos del lenguaje, que suelen iniciarse con anomia y ecolalias. También se pone de manifiesto un cierto grado de apraxia y pueden reaparecer reflejos primitivos como el de succión, prensión o cabeceo. Algunos síntomas presentados coinciden con los característicos del Síndrome de Klüver-Bucy, entre otros la hiperoralidad (pica) y la hipersexualidad.

## Fisiopatología
La enfermedad de Pick fue reconocida inicialmente como una enfermedad independiente de otras patologías neurodegenerativas debido a la presencia de conglomerados oscuros de proteínas en los casos de daño cerebral (cuerpos de Pick), además de las anteriormente mencionadas células abalonadas conocidas como células de Pick. Los cuerpos de Pick se encuentran presentes de forma prácticamente universal en los pacientes que manifiestan la enfermedad, pero se han descrito algunos casos de enfermedad de Pick atípica en los que no aparecen estas manifestaciones. La visualización de los cuerpos y células de Pick puede facilitarse mediante la aplicación de una variedad de tinciones, aunque la tinción inmunohistoquímica que utiliza anticuerpos anti-tau y anti-ubiquitina se ha demostrado la más eficiente y específica. Las tinciones de hematoxilina y eosina posibilitan la visualización de otro tipo de células de Pick que no contienen ubiquitina ni proteína tau. También se han utilizado distintas tinciones por impregnación de plata, incluidos los métodos Bielschowsky, Bodian y  Gallyas. Estas dos últimas técnicas son lo suficientemente sensibles como para diferenciar la enfermedad de Pick de la enfermedad de Alzheimer. El método Bodian permite identificar con más claridad las células afectadas por la enfermedad de Pick, mientras que el método Gallyas se muestra más efectivo en el diagnóstico del Alzheimer.
La enfermedad de Pick afecta a diversas áreas cerebrales, aunque las zonas específicas que se ven comprometidas permiten establecer una diferencia con la enfermedad de Alzheimer. Los cuerpos de Pick pueden encontrarse casi siempre en zonas como el giro dentado, las células piramidales de la zona CA1 y el subículo del hipocampo, y en el neocórtex, entre otras zonas cerebrales. En el neocórtex, los cuerpos de Pick se localizan en las capas II y IV, cuyas aferencias neuronales proceden de la corteza cerebral y el tálamo, respectivamente. Otras regiones que se ven afectadas son el caudado, la región dorsomedial del putamen, el globo pálido y el locus coeruleus. El núcleo tuberal lateral del hipotálamo también se ve severamente afectado. Los elementos cerebelares que desempeñan un papel importante en la recepción de información (como las fibras musgosas y las células monodendríticas "en cepillo" de la capa granular) y en la generación de respuestas (principalmente el núcleo dentado), se encuentran afectadas por la proliferación de proteína tau. Curiosamente, la sustancia negra no suele verse afectada de manera significativa, salvo en los casos de degeneración extrema.
La enfermedad de Pick posee una serie de características bioquímicas únicas que permiten su identificación específica entre el resto de subtipos de degeneración lobular frontotemporal. La más contundente es el hecho de que en el caso de esta enfermedad, en la que se encuentran formaciones de proteínas tau en muchas neuronas afectadas, sólo se aprecian una o dos de las seis diferentes isoformas de la proteína tau.  Todas estas isoformas son el resultado de distintos splicings (cortes y empalmes) del mismo gen.
Los seis tipos de isoformas de la proteína tau se dividen en dos grupos en función de si el dominio de unión a los microtúbulos presenta tres repeticiones (isoforma 3R) o cuatro (4R). Tradicionalmente se ha dicho que los cuerpos de Pick presentan únicamente la isoforma 3R de la proteína tau, pero un estudio reciente ha mostrado la presencia de un número mayor de isoformas diferentes, entre las que se incluyen la isoforma 4R y una mezcla de 3R y 4R. Los cuerpos de Pick también pueden ser identificados mediante las tinciones específicas de proteína tau hiperfosforilada, ubiquitina, alz-50, proteínas neurofilamento, clatrina o sinaptofisina. Por otra parte, se sospecha que las proteínas tubulina βII juegan asimismo un papel en la formación de los agregados de tau que pueden observarse tanto en la enfermedad de Pick como en la de Alzheimer.

### Diferencias con la enfermedad de Alzheimer
En la enfermedad de Alzheimer se expresan las seis isoformas de las proteínas tau. Además, la presencia de ovillos neurofibrilares, que son una característica fundamental del mal de Alzheimer, pueden revelarse mediante la tinción con anticuerpos de factor de crecimiento de fibroblastos, componente p amiloide y glucosaminoglucanos como el sulfato de heparina.
Otra diferencia radica en el hecho de que en la enfermedad de Pick, el cambio en la personalidad tiene lugar antes de la pérdida de memoria, al contrario que en el caso del mal de Alzheimer, en el que la pérdida de memoria suele ser el primer síntoma. Esta distinción sintomatológica se utiliza clínicamente a la hora de determinar si un paciente en particular sufre demencia debida a enfermedad de Alzheimer o Pick.